# حيدر أباد (كليائي)
حیدر أباد (بالفارسية: حیدر آباد) هي قرية تقع في إيران في قسم کلیائي الريفي. يقدر عدد سكانها بـ 19 نسمة بحسب إحصاء 2016.